# Tầng lớp hạ lưu

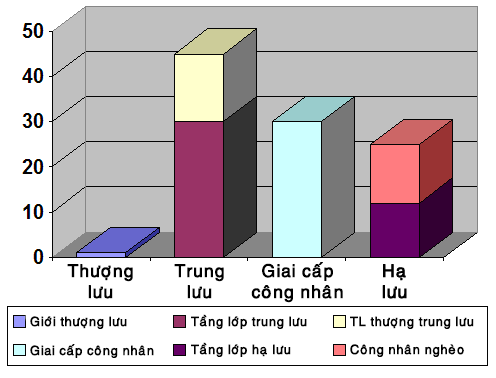
Thuật ngữ tầng lớp hạ lưu được các nhà xã hội học mượn dùng ví dụ như GS. Dennis Gilbert đã mô tả thống kê nhân khẩu kinh tế-xã hội chịu thiệt thòi nhất ở Mỹ với rất ít cơ hội tiếp cận với những nguồn tài nguyên khan hiếm. Trong biểu đồ này do Gilbert xây dựng, tầng lớp hạ lưu Hoa Kỳ ước tính cấu thành nên khoảng chừng 12% hộ gia đình Mỹ.

Tầng lớp hạ lưu, hay còn có những tên gọi khác như tầng lớp khốn cùng hoặc giai cấp khốn cùng, là một bộ phận dân số nằm ở vị trí thấp cổ bé họng nhất có thể trong hệ thống phân tầng xã hội, nằm dưới cả bộ phận nòng cốt của giai cấp công nhân.
Quan điểm chung cho rằng hệ thống phân chia giai cấp bao gồm một lượng dân số nằm dưới giai cấp công nhân đã có truyền thống lâu đời trong nhiều bối cảnh xã hội (ví dụ như vô sản lưu manh). Tuy nhiên, thuật ngữ đặc tả là tầng lớp hạ lưu (underclass) trong tiếng Anh mới được phổ biến từ giai đoạn nửa cuối thế kỷ 20, ban đầu được dùng bởi các nhà khoa học xã hội nghiên cứu sự nghèo khổ ở nước Mỹ, sau đó là các nhà báo Hoa Kỳ.
Khái niệm tầng lớp hạ lưu đã và đang là vấn đề gây tranh cãi giữa các nhà khoa học xã hội. Các định nghĩa và diễn giải về tầng lớp hạ lưu cũng như đề xuất các giải pháp quản lý hoặc sửa sai vấn đề tầng lớp hạ lưu đã và đang được đem ra tranh luận một cách mạnh mẽ.